# Tephroseris subdentata
Tephroseris subdentata là một loài thực vật có hoa trong họ Cúc. Loài này được (Bunge) Holub miêu tả khoa học đầu tiên năm 1973.